# Phytomyza gei
Phytomyza gei är en tvåvingeart som först beskrevs av Carl Gustav Alexander Brischke 1881.  Phytomyza gei ingår i släktet Phytomyza och familjen minerarflugor.
Artens utbredningsområde är Polen. Inga underarter finns listade i Catalogue of Life.